# Braziliaanse Onafhankelijkheidsbeker
De Braziliaanse Onafhankelijkheidsbeker (Portugees: Taça Independência) was een internationaal voetbaltoernooi dat van 11 juni tot 9 juli 1972 gehouden werd in Brazilië ter ere van de 150-jarige onafhankelijkheidsverklaring. De finale werd gespeeld tussen Brazilië en Portugal, het vroegere moederland, en werd gewonnen door de Brazilianen na een doelpunt van Jairzinho in de 89ste minuut.
Aan het toernooi namen 20 teams deel, 18 nationale elftallen en twee selecties van spelers uit landen in Afrika en Midden-Amerika. De beker werd ook wel het mini-WK genoemd en werd door de Brazilianen dan ook Minicopa genoemd.
Van de 20 deelnemende teams spelen er 15 eerst een voorronde in drie poules van vijf landen. Iedere land speelt een keer tegen elkaar. De drie poulewinnaars gaan naar de tweede ronde. Brazilië, Tsjecho-Slowakije, Schotland, Sovjet-Unie en Uruguay kregen een bye voor de voorronde en stromen de tweede ronde in.

## Voorronde

### Groep 1
| Land       | Wed | Win | Gel | Ver | DV | DT | +/- | Pnt |
| ---------- | --- | --- | --- | --- | -- | -- | --- | --- |
| Argentinië | 4   | 3   | 1   | 0   | 13 | 1  | +12 | 7   |
| Frankrijk  | 4   | 3   | 1   | 0   | 10 | 2  | +8  | 7   |
| Afrika     | 4   | 1   | 1   | 2   | 3  | 4  | −1  | 3   |
| Colombia   | 4   | 1   | 0   | 3   | 7  | 13 | −6  | 2   |
| CONCACAF   | 4   | 0   | 1   | 3   | 3  | 16 | −13 | 1   |

|              |                             |         |        |                                                                                |
| 11 juni 1972 | Argentinië                  | 2 – 0   | Afrika | Batistão, Aracaju Toeschouwers: 12.826 Scheidsrechter: José Faville Neto (BRA) |
| 11 juni 1972 | Fischer 40' Mastrángelo 42' | verslag |        | Batistão, Aracaju Toeschouwers: 12.826 Scheidsrechter: José Faville Neto (BRA) |

|                                |          |         |                                                                  |                                                                                         |
| 11 juni 1972 17:00 uur (UTC−3) | CONCACAF | 0 – 5   | Frankrijk                                                        | Estádio Fonte Nova, Salvador Toeschouwers: 6.422 Scheidsrechter: Kurt Tschenscher (FRG) |
| 11 juni 1972 17:00 uur (UTC−3) |          | verslag | 35' Bereta 60' Revelli 66' Revelli 80' (e.d.) Bulnes 84' Revelli | Estádio Fonte Nova, Salvador Toeschouwers: 6.422 Scheidsrechter: Kurt Tschenscher (FRG) |

|                                |        |         |                        |                                                                                     |
| 15 juni 1972 21:00 uur (UTC−3) | Afrika | 0 – 2   | Frankrijk              | Estádio Rei Pelé, Maceió Toeschouwers: 10.000 Scheidsrechter: Rudolf Scheurer (SUI) |
| 15 juni 1972 21:00 uur (UTC−3) |        | verslag | 35' Blanchet 83' Floch | Estádio Rei Pelé, Maceió Toeschouwers: 10.000 Scheidsrechter: Rudolf Scheurer (SUI) |

|              |                                         |         |                                 |                                                                                    |
| 15 juni 1972 | Colombia                                | 4 – 3   | CONCACAF                        | Batistão, Aracaju Toeschouwers: 7.642 Scheidsrechter: Rafael Hormazábal Diaz (CHI) |
| 15 juni 1972 | Pineros 13' Lugo 15' Lugo 17' Morón 77' | verslag | 38' Reiner 59' Reiner 64' Désir | Batistão, Aracaju Toeschouwers: 7.642 Scheidsrechter: Rafael Hormazábal Diaz (CHI) |

|              |                                                                             |         |          |                                                                                  |
| 18 juni 1972 | Argentinië                                                                  | 7 – 0   | CONCACAF | Estádio Rei Pelé, Maceió Toeschouwers: 8.587 Scheidsrechter: Paul Schiller (AUT) |
| 18 juni 1972 | Más 12' Fischer 26' Más 65' Fischer 68' Bianchi 70' Fischer 81' Fischer 86' | verslag |          | Estádio Rei Pelé, Maceió Toeschouwers: 8.587 Scheidsrechter: Paul Schiller (AUT) |

|                                                   |                             |         |                                   |                                                                                             |
| 18 juni 1972 «onderlinge duels» 15:00 uur (UTC−3) | Colombia                    | 2 – 3   | Frankrijk                         | Estádio Fonte Nova, Salvador Toeschouwers: 10.000 Scheidsrechter: Ángel Eduardo Pazos (URU) |
| 18 juni 1972 «onderlinge duels» 15:00 uur (UTC−3) | Pineros 23' (pen.) Mesa 82' | verslag | 30' Loubet 33' Molitor 72' Loubet | Estádio Fonte Nova, Salvador Toeschouwers: 10.000 Scheidsrechter: Ángel Eduardo Pazos (URU) |

|              |          |       |        |                                                                                    |
| 22 juni 1972 | CONCACAF | 0 – 0 | Afrika | Bahia Arena, Salvador Toeschouwers: 1.928 Scheidsrechter: Édison Pérez Nuñez (PER) |
| 22 juni 1972 | verslag  |       |        | Bahia Arena, Salvador Toeschouwers: 1.928 Scheidsrechter: Édison Pérez Nuñez (PER) |

|                                 |                                                |         |           |                                                                                   |
| 22 juni 1972 «onderlinge duels» | Argentinië                                     | 4 – 1   | Colombia  | Bahia Arena, Salvador Toeschouwers: 10.000 Scheidsrechter: Kurt Tschenscher (FRG) |
| 22 juni 1972 «onderlinge duels» | Bianchi 17' Bianchi 49' Vargas 60' Bianchi 62' | verslag | 68' Morón | Bahia Arena, Salvador Toeschouwers: 10.000 Scheidsrechter: Kurt Tschenscher (FRG) |

|              |                          |         |          |                                                                                           |
| 25 juni 1972 | Afrika                   | 3 – 0   | Colombia | Estádio Fonte Nova, Salvador Toeschouwers: 10.579 Scheidsrechter: José Romei Cañete (PAR) |
| 25 juni 1972 | Pokou 8' Tokoto 39', 55' | verslag |          | Estádio Fonte Nova, Salvador Toeschouwers: 10.579 Scheidsrechter: José Romei Cañete (PAR) |

|                                                   |            |       |           |                                                                                        |
| 25 juni 1972 «onderlinge duels» 17:00 uur (UTC−3) | Argentinië | 0 – 0 | Frankrijk | Estádio Fonte Nova, Salvador Toeschouwers: 6.587 Scheidsrechter: Armando Marques (ARG) |
| 25 juni 1972 «onderlinge duels» 17:00 uur (UTC−3) | verslag    |       |           | Estádio Fonte Nova, Salvador Toeschouwers: 6.587 Scheidsrechter: Armando Marques (ARG) |

### Groep 2
| Land     | Wed | Win | Gel | Ver | DV | DT | +/- | Pnt |
| -------- | --- | --- | --- | --- | -- | -- | --- | --- |
| Portugal | 4   | 4   | 0   | 0   | 12 | 2  | +10 | 8   |
| Chili    | 4   | 3   | 0   | 1   | 7  | 7  | 0   | 6   |
| Ierland  | 4   | 2   | 0   | 2   | 7  | 7  | 0   | 4   |
| Ecuador  | 4   | 0   | 1   | 3   | 4  | 9  | −5  | 1   |
| Iran     | 4   | 0   | 1   | 3   | 3  | 8  | −5  | 1   |

|                                                   |         |         |                                        |                                                                           |
| 11 juni 1972 «onderlinge duels» 15:00 uur (UTC−3) | Ecuador | 0 – 3   | Portugal                               | Machadão, Natal Toeschouwers: 25.000 Scheidsrechter: Ángel Coerezza (ARG) |
| 11 juni 1972 «onderlinge duels» 15:00 uur (UTC−3) |         | verslag | 36' Eusébio 59' Joaquim Dinis 75' Nené | Machadão, Natal Toeschouwers: 25.000 Scheidsrechter: Ángel Coerezza (ARG) |

|                                                   |                  |         |                      |                                                                                       |
| 11 juni 1972 «onderlinge duels» 15:00 uur (UTC−3) | Iran             | 1 – 2   | Ierland              | Estádio do Arruda, Recife Toeschouwers: 10.542 Scheidsrechter: Aurelio Angonese (ITA) |
| 11 juni 1972 «onderlinge duels» 15:00 uur (UTC−3) | Ghelichkhani 10' | verslag | 63' Leech 67' Givens | Estádio do Arruda, Recife Toeschouwers: 10.542 Scheidsrechter: Aurelio Angonese (ITA) |

|                                                   |      |         |                                  | |
| 14 juni 1972 «onderlinge duels» 20:30 uur (UTC−3) | Iran | 0 – 3   | Portugal                         | Estádio José do Rego Maciel, Recife Toeschouwers: 11.582 Scheidsrechter: Guillermo Velásquez (ESP) |
| 14 juni 1972 «onderlinge duels» 20:30 uur (UTC−3) |      | verslag | 13' Eusébio 31' Dinis 72' Coelho | Estádio José do Rego Maciel, Recife Toeschouwers: 11.582 Scheidsrechter: Guillermo Velásquez (ESP) |

|                                 |                          |         |           |                                                            |
| 14 juni 1972 «onderlinge duels» | Chili                    | 2 – 1   | Ecuador   | Machadão, Natal Scheidsrechter: Romualdo Arppi Filho (BRA) |
| 14 juni 1972 «onderlinge duels» | Caszely ??' Crisosto ??' | verslag | ??' Lasso | Machadão, Natal Scheidsrechter: Romualdo Arppi Filho (BRA) |

|                                                   |             |         |                                           |                                                                                                 |
| 18 juni 1972 «onderlinge duels» 17:15 uur (UTC−3) | Chili       | 1 – 4   | Portugal                                  | Estádio José do Rego Maciel, Recife Toeschouwers: 15.736 Scheidsrechter: Aurelio Angonese (ITA) |
| 18 juni 1972 «onderlinge duels» 17:15 uur (UTC−3) | Caszely 56' | verslag | 6' Dinis 14' Coelho 54' Dinis 71' Eusébio | Estádio José do Rego Maciel, Recife Toeschouwers: 15.736 Scheidsrechter: Aurelio Angonese (ITA) |

|                                                   |                       |         |                                    |                                                                             |
| 18 juni 1972 «onderlinge duels» 17:15 uur (UTC−3) | Ecuador               | 2 – 3   | Ierland                            | Machadão, Natal Toeschouwers: 5.000 Scheidsrechter: Michel Kitabdjian (FRA) |
| 18 juni 1972 «onderlinge duels» 17:15 uur (UTC−3) | Coronel 36' Lasso 78' | verslag | 12' Rogers 61' Martin 86' O'Connor | Machadão, Natal Toeschouwers: 5.000 Scheidsrechter: Michel Kitabdjian (FRA) |

|                                 |           |         |                  |                                                                                      |
| 21 juni 1972 «onderlinge duels» | Ecuador   | 1 – 1   | Iran             | Estádio do Arruda, Recife Toeschouwers: 5.000 Scheidsrechter: Sebastião Rufino (BRA) |
| 21 juni 1972 «onderlinge duels» | Lasso 15' | verslag | 36' Ghelichkhani | Estádio do Arruda, Recife Toeschouwers: 5.000 Scheidsrechter: Sebastião Rufino (BRA) |

|                                                   |                           |         |            |                                                                                    |
| 21 juni 1972 «onderlinge duels» 21:15 uur (UTC−3) | Chili                     | 2 – 1   | Ierland    | Estádio do Arruda, Recife Toeschouwers: 7.304 Scheidsrechter: Romualdo Filho (BRA) |
| 21 juni 1972 «onderlinge duels» 21:15 uur (UTC−3) | Caszely 60' Fouilloux 68' | verslag | 79' Rogers | Estádio do Arruda, Recife Toeschouwers: 7.304 Scheidsrechter: Romualdo Filho (BRA) |

|                                 |                  |         |             |                                                                                         |
| 25 juni 1972 «onderlinge duels» | Chili            | 2 – 1   | Iran        | Estádio do Arruda, Recife Toeschouwers: 15.000 Scheidsrechter: Michael Kitabdjian (FRA) |
| 25 juni 1972 «onderlinge duels» | Caszely 50', 79' | verslag | 85' Halvaei | Estádio do Arruda, Recife Toeschouwers: 15.000 Scheidsrechter: Michael Kitabdjian (FRA) |

|                                                   |                    |       |           |                                                                                               |
| 25 juni 1972 «onderlinge duels» 17:00 uur (UTC−3) | Portugal           | 2 – 1 | Ierland   | Estádio José do Rego Maciel, Recife Toeschouwers: 12.665 Scheidsrechter: Ángel Coerezza (ARG) |
| 25 juni 1972 «onderlinge duels» 17:00 uur (UTC−3) | Peres 35' Nené 37' |       | 38' Leech | Estádio José do Rego Maciel, Recife Toeschouwers: 12.665 Scheidsrechter: Ángel Coerezza (ARG) |

### Groep 3
| Land        | Wed | Win | Gel | Ver | DV | DT | +/- | Pnt |
| ----------- | --- | --- | --- | --- | -- | -- | --- | --- |
| Joegoslavië | 4   | 3   | 1   | 0   | 15 | 3  | +12 | 7   |
| Paraguay    | 4   | 3   | 0   | 1   | 12 | 4  | +8  | 6   |
| Peru        | 4   | 2   | 0   | 2   | 5  | 3  | +2  | 4   |
| Bolivia     | 4   | 0   | 2   | 2   | 4  | 12 | −8  | 2   |
| Venezuela   | 4   | 0   | 1   | 3   | 3  | 17 | −14 | 1   |

|                                 |                                            |         |         |                                                                          |
| 11 juni 1972 «onderlinge duels» | Peru                                       | 3 – 0   | Bolivia | Estádio Couto Pereira, Curitiba Scheidsrechter: Edwin Keith Walker (ENG) |
| 11 juni 1972 «onderlinge duels» | Gallardo 7' (pen.) Castañeda 16' Sotil 31' | verslag |         | Estádio Couto Pereira, Curitiba Scheidsrechter: Edwin Keith Walker (ENG) |

|                                 |                                              |         |              |                                                            |
| 11 juni 1972 «onderlinge duels» | Paraguay                                     | 4 – 1   | Venezuela    | Morenão, Campo Grande Scheidsrechter: George Lamptey (GHA) |
| 11 juni 1972 «onderlinge duels» | L. Jiménez 2' Escobar 11' Maldonado 13', 37' | verslag | 26' Olivares | Morenão, Campo Grande Scheidsrechter: George Lamptey (GHA) |

|                                                   |           |         | |                                                                                         |
| 14 juni 1972 «onderlinge duels» 17:00 uur (UTC−3) | Venezuela | 0 – 10  | Joegoslavië | Estádio Belfort Duarte, Curitiba Toeschouwers: 7.301 Scheidsrechter: Ove Dahlberg (SWE) |
| 14 juni 1972 «onderlinge duels» 17:00 uur (UTC−3) |           | verslag | 5' Bajević 7' Bajević 20' Džajić 37' Aćimović 44' Popivoda 48' Bajević 51' Stepanović 54' Katalinski 68' Bajević 74' Bajević | Estádio Belfort Duarte, Curitiba Toeschouwers: 7.301 Scheidsrechter: Ove Dahlberg (SWE) |

|                                 |           |         |      |                                                           |
| 14 juni 1972 «onderlinge duels» | Paraguay  | 1 – 0   | Peru | Morenão, Campo Grande Scheidsrechter: Abraham Klein (ISR) |
| 14 juni 1972 «onderlinge duels» | Godoy 89' | verslag |      | Morenão, Campo Grande Scheidsrechter: Abraham Klein (ISR) |

|                                                   |              |         |                |                                                                                |
| 18 juni 1972 «onderlinge duels» 17:30 uur (UTC−4) | Bolivia      | 1 – 1   | Joegoslavië    | Morenão, Campo Grande Toeschouwers: 15.000 Scheidsrechter: Abraham Klein (ISR) |
| 18 juni 1972 «onderlinge duels» 17:30 uur (UTC−4) | Pariente 78' | verslag | 32' Katalinski | Morenão, Campo Grande Toeschouwers: 15.000 Scheidsrechter: Abraham Klein (ISR) |

|                                 |                |         |           |                                                             |
| 18 juni 1972 «onderlinge duels» | Peru           | 1 – 0   | Venezuela | Vivaldão, Manaus Scheidsrechter: Arnaldo Cézar Coelho (BRA) |
| 18 juni 1972 «onderlinge duels» | O. Ramírez 65' | verslag |           | Vivaldão, Manaus Scheidsrechter: Arnaldo Cézar Coelho (BRA) |

|                                 |                         |         |                        |                                                    |
| 21 juni 1972 «onderlinge duels» | Venezuela               | 2 – 2   | Bolivia                | Vivaldão, Manaus Scheidsrechter: Oei Poh Hwa (MAS) |
| 21 juni 1972 «onderlinge duels» | Iriarte 15' Mendoza 49' | verslag | 5' Rimazza 57' Blacutt | Vivaldão, Manaus Scheidsrechter: Oei Poh Hwa (MAS) |

|                                                   |             |         |                         |                                                                           |
| 21 juni 1972 «onderlinge duels» 21:00 uur (UTC−4) | Paraguay    | 1 – 2   | Joegoslavië             | Vivaldão, Manaus Toeschouwers: 25.000 Scheidsrechter: Abraham Klein (ISR) |
| 21 juni 1972 «onderlinge duels» 21:00 uur (UTC−4) | Escobar 17' | verslag | 51' Bajević 84' Bajević | Vivaldão, Manaus Toeschouwers: 25.000 Scheidsrechter: Abraham Klein (ISR) |

|                                 |                                                      |         |                    |                                                             |
| 25 juni 1972 «onderlinge duels» | Paraguay                                             | 6 – 1   | Bolivia            | Vivaldão, Manaus Scheidsrechter: Arnaldo Cézar Coelho (BRA) |
| 25 juni 1972 «onderlinge duels» | Maldonado 7', 67' Arrúa 57', 59', 67' dos Santos 86' | verslag | 63' (e.d.) Molinas | Vivaldão, Manaus Scheidsrechter: Arnaldo Cézar Coelho (BRA) |

|                                                   |             |         |                        |                                                                                        |
| 25 juni 1972 «onderlinge duels» 17:30 uur (UTC−4) | Peru        | 1 – 2   | Joegoslavië            | Vivaldão, Manaus Toeschouwers: 14.559 Scheidsrechter: Alfonso González Archundia (MEX) |
| 25 juni 1972 «onderlinge duels» 17:30 uur (UTC−4) | Ramirez 11' | verslag | 3' Bajević 39' Bajević | Vivaldão, Manaus Toeschouwers: 14.559 Scheidsrechter: Alfonso González Archundia (MEX) |

## Tweede ronde

### Groep A
| Land              | Wed | Win | Gel | Ver | DV | DT | +/- | Pnt |
| ----------------- | --- | --- | --- | --- | -- | -- | --- | --- |
| Brazilië          | 3   | 2   | 1   | 0   | 4  | 0  | +4  | 5   |
| Joegoslavië       | 3   | 1   | 1   | 1   | 4  | 6  | −2  | 3   |
| Schotland         | 3   | 0   | 2   | 1   | 2  | 3  | −1  | 2   |
| Tsjecho-Slowakije | 3   | 0   | 2   | 1   | 1  | 2  | −1  | 2   |

|                                                   |          |       |                   |                                                                                       |
| 28 juni 1972 «onderlinge duels» 21:00 uur (UTC−3) | Brazilië | 0 – 0 | Tsjecho-Slowakije | Maracanã, Rio de Janeiro Toeschouwers: 101.768 Scheidsrechter: Kurt Tschenscher (FRG) |
| 28 juni 1972 «onderlinge duels» 21:00 uur (UTC−3) | verslag  |       |                   | Maracanã, Rio de Janeiro Toeschouwers: 101.768 Scheidsrechter: Kurt Tschenscher (FRG) |

|                                                   |                       |         |                          |                                                                                   |
| 29 juni 1972 «onderlinge duels» 21:00 uur (UTC−3) | Schotland             | 2 – 2   | Joegoslavië              | Mineirão, Belo Horizonte Toeschouwers: 3.492 Scheidsrechter: Ángel Coerezza (ARG) |
| 29 juni 1972 «onderlinge duels» 21:00 uur (UTC−3) | Macari 40' Macari 67' | verslag | 60' Bajević 86' Jerković | Mineirão, Belo Horizonte Toeschouwers: 3.492 Scheidsrechter: Ángel Coerezza (ARG) |

|                                                  |                                         |         |             |                                                                                       |
| 2 juli 1972 «onderlinge duels» 21:00 uur (UTC−3) | Brazilië                                | 3 – 0   | Joegoslavië | Estádio do Morumbi, São Paulo Toeschouwers: 74.218 Scheidsrechter: Ove Dahlberg (SWE) |
| 2 juli 1972 «onderlinge duels» 21:00 uur (UTC−3) | Leivinha 22' Leivinha 25' Jairzinho 65' | verslag |             | Estádio do Morumbi, São Paulo Toeschouwers: 74.218 Scheidsrechter: Ove Dahlberg (SWE) |

|                                                  |                   |       |           |                                                                                           |
| 2 juli 1972 «onderlinge duels» 15:30 uur (UTC−3) | Tsjecho-Slowakije | 0 – 0 | Schotland | Estádio Beira-Rio, Porto Alegre Toeschouwers: 2.000 Scheidsrechter: Armando Marques (BRA) |
| 2 juli 1972 «onderlinge duels» 15:30 uur (UTC−3) | verslag           |       |           | Estádio Beira-Rio, Porto Alegre Toeschouwers: 2.000 Scheidsrechter: Armando Marques (BRA) |

|                                                  |               |         |           |                                                                                  |
| 5 juli 1972 «onderlinge duels» 21:00 uur (UTC−1) | Brazilië      | 1 – 0   | Schotland | Maracanã, Rio de Janero Toeschouwers: 80.159 Scheidsrechter: Abraham Klein (ISR) |
| 5 juli 1972 «onderlinge duels» 21:00 uur (UTC−1) | Jairzinho 82' | verslag |           | Maracanã, Rio de Janero Toeschouwers: 80.159 Scheidsrechter: Abraham Klein (ISR) |

|                                                  |                   |         |                        |                                                                                          |
| 6 juli 1972 «onderlinge duels» 21:00 uur (UTC−3) | Tsjecho-Slowakije | 1 – 2   | Joegoslavië            | Estádio do Pacaembu, São Paulo Toeschouwers: 2.509 Scheidsrechter: Armando Marques (BRA) |
| 6 juli 1972 «onderlinge duels» 21:00 uur (UTC−3) | Hrušecký 87'      | verslag | 19' Bajević 77' Džajić | Estádio do Pacaembu, São Paulo Toeschouwers: 2.509 Scheidsrechter: Armando Marques (BRA) |

### Groep B
| Land        | Wed | Win | Gel | Ver | DV | DT | +/- | Pnt |
| ----------- | --- | --- | --- | --- | -- | -- | --- | --- |
| Portugal    | 3   | 2   | 1   | 0   | 5  | 2  | +3  | 5   |
| Argentinië  | 3   | 2   | 0   | 1   | 3  | 3  | 0   | 4   |
| Sovjet-Unie | 3   | 1   | 0   | 2   | 1  | 2  | −1  | 2   |
| Uruguay     | 3   | 0   | 1   | 2   | 1  | 3  | −2  | 1   |

|                                                   |         |         |                  |                                                                                         |
| 29 juni 1972 «onderlinge duels» 21:00 uur (UTC−3) | Uruguay | 0 – 1   | Sovjet-Unie      | Estádio do Pacaembu, São Paulo Toeschouwers: 11.566 Scheidsrechter: Abraham Klein (ISR) |
| 29 juni 1972 «onderlinge duels» 21:00 uur (UTC−3) |         | verslag | 59' Onysjtsjenko | Estádio do Pacaembu, São Paulo Toeschouwers: 11.566 Scheidsrechter: Abraham Klein (ISR) |

|                                                   |                           |         |                                                  |                                                                                  |
| 29 juni 1972 «onderlinge duels» 21:00 uur (UTC−3) | Argentinië                | 1 – 3   | Portugal                                         | Maracanã, Rio de Janeiro Toeschouwers: 29.582 Scheidsrechter: Keith Walker (ENG) |
| 29 juni 1972 «onderlinge duels» 21:00 uur (UTC−3) | Miguel Ángel Brindisi 29' | verslag | 38' Adolfo Calisto 45' Eusébio 47' Joaquim Dinis | Maracanã, Rio de Janeiro Toeschouwers: 29.582 Scheidsrechter: Keith Walker (ENG) |

|                                                  |                    |         |                 |                                                                                     |
| 2 juli 1972 «onderlinge duels» 17:00 uur (UTC−3) | Uruguay            | 1 – 1   | Portugal        | Maracanã, Rio de Janeiro Toeschouwers: 45.590 Scheidsrechter: Rudolf Scheurer (SUI) |
| 2 juli 1972 «onderlinge duels» 17:00 uur (UTC−3) | Ricardo Pavoni 20' | verslag | 44' Jaime Graça | Maracanã, Rio de Janeiro Toeschouwers: 45.590 Scheidsrechter: Rudolf Scheurer (SUI) |

|                                                  |                         |         |             |                                                                                               |
| 2 juli 1972 «onderlinge duels» 15:00 uur (UTC−3) | Argentinië              | 1 – 0   | Sovjet-Unie | Mineirão, Belo Horizonte Toeschouwers: 4.502 Scheidsrechter: Alfonso González Archundia (MEX) |
| 2 juli 1972 «onderlinge duels» 15:00 uur (UTC−3) | Jose Omar Pastoriza 75' | verslag |             | Mineirão, Belo Horizonte Toeschouwers: 4.502 Scheidsrechter: Alfonso González Archundia (MEX) |

|                                                  |                |         |             |                                                                                     |
| 6 juli 1972 «onderlinge duels» 21:00 uur (UTC−3) | Portugal       | 1 – 0   | Sovjet-Unie | Mineirão, Belo Horizonte Toeschouwers: 8.925 Scheidsrechter: Kurt Tschenscher (FRG) |
| 6 juli 1972 «onderlinge duels» 21:00 uur (UTC−3) | Rui Jordão 46' | verslag |             | Mineirão, Belo Horizonte Toeschouwers: 8.925 Scheidsrechter: Kurt Tschenscher (FRG) |

|                                |            |         |         |                                                                                        |
| 6 juli 1972 «onderlinge duels» | Argentinië | 1 – 0   | Uruguay | Estádio Beira-Rio, Porto Alegre Toeschouwers: 3.000 Scheidsrechter: Keith Walker (ENG) |
| 6 juli 1972 «onderlinge duels» | Más 37'    | verslag |         | Estádio Beira-Rio, Porto Alegre Toeschouwers: 3.000 Scheidsrechter: Keith Walker (ENG) |

## Troostfinale
|                                                  |                                                            |         |                                                                            |                                                                                   |
| 9 juli 1972 «onderlinge duels» 16:00 uur (UTC−3) | Argentinië                                                 | 2 – 4   | Joegoslavië                                                                | Maracanã, Rio de Janeiro Toeschouwers: 99.138 Scheidsrechter: Paul Schiller (AUT) |
| 9 juli 1972 «onderlinge duels» 16:00 uur (UTC−3) | Miguel Ángel Brindisi 58' Miguel Ángel Brindisi 90' (pen.) | verslag | 26' Dušan Bajević 36' Josip Katalinski 64' Dragan Džajić 82' Dušan Bajević | Maracanã, Rio de Janeiro Toeschouwers: 99.138 Scheidsrechter: Paul Schiller (AUT) |

| Joegoslavië    |  |                                    |  |     |
|                |  |                                    |  |     |
|                |  | Enver Marić (Velež Mostar)         |  |     |
|                |  | Miroslav Boškovic (Hajduk)         |  |     |
|                |  | Dragoslav Stepanović (OFK Beograd) |  |     |
|                |  | Miroslav Pavlović (Rode Ster)      |  |     |
|                |  | Josip Katalinski (Željeznicar) 68' |  |     |
|                |  | Blagoje Paunović (Partizan)        |  | 46' |
|                |  | Ilija Petković (OFK Beograd)       |  | 46' |
|                |  | Branko Oblak (Olimpija Ljubljana)  |  |     |
|                |  | Dušan Bajević (Velež Mostar)       |  |     |
|                |  | Jovan Acimovic (Rode Ster)         |  |     |
|                |  | Dragan Džajić (Rode Ster)          |  |     |
| Vervangingen:  |  |                                    |  |     |
|                |  | Jusuf Hatunić (Sloboda)            |  | 46' |
|                |  | Jure Jerković (Hajduk)             |  | 46' |
| Trainer:       |  |                                    |  |     |
| Vujadin Boškov |  |                                    |  |     |

| Argentinië:       |  |                                       |  |     |
|                   |  |                                       |  |     |
|                   |  | Miguel Ángel Santoro (Independiente)  |  |     |
|                   |  | Jorge Dominichi (River Plate)         |  |     |
|                   |  | Osvaldo Piazza (Lanús)                |  |     |
|                   |  | Ángel Bargas (Chacarita Juniors)      |  |     |
|                   |  | Ramón Heredia (San Lorenzo)           |  | 71' |
|                   |  | Miguel Ángel Raimondo (Independiente) |  | 46' |
|                   |  | Alejandro Semenewicz (Independiente)  |  |     |
|                   |  | José Pastoriza (Independiente) 68'    |  |     |
|                   |  | Ernesto Mastrángelo (River Plate)     |  |     |
|                   |  | Roque Avallay (CA Huracán)            |  |     |
|                   |  | Oscar Más (River Plate)               |  |     |
| Vervangingen:     |  |                                       |  |     |
|                   |  | Miguel Ángel Brindisi (CA Huracán)    |  | 46' |
|                   |  | Rubén Díaz (Racing Club)              |  | 71' |
| Trainer:          |  |                                       |  |     |
| Juan José Pizzuti |  |                                       |  |     |

## Finale
|                                                  |               |         |          |                                                                                   |
| 9 juli 1972 «onderlinge duels» 18:00 uur (UTC−3) | Brazilië      | 1 – 0   | Portugal | Maracanã, Rio de Janeiro Toeschouwers: 99.138 Scheidsrechter: Abraham Klein (ISR) |
| 9 juli 1972 «onderlinge duels» 18:00 uur (UTC−3) | Jairzinho 89' | verslag |          | Maracanã, Rio de Janeiro Toeschouwers: 99.138 Scheidsrechter: Abraham Klein (ISR) |

| · Brazilië | · Portugal |

| Opstelling:   |  |                                           |
|               |  |                                           |
|               |  | Emerson Leão (Palmeiras)                  |
|               |  | Zé Maria (Corinthians)                    |
|               |  | Brito (Botafogo)                          |
|               |  | Vantuir (Atlético Mineiro)                |
|               |  | Marco Antônio (Fluminense)                |
|               |  | Clodoaldo (Santos)                        |
|               |  | Gérson (Fluminense)                       |
|               |  | Jairzinho (Botafogo)                      |
|               |  | Tostão (Vasco)                            |
|               |  | Leivinha (Palmeiras)                      |
|               |  | Rivellino (Botafogo)                      |
| Vervangingen: |  |                                           |
|               |  | Rodrigues Neto (Flamengo)                 |
|               |  | Dario "Dadá Maravilha" (Atlético Mineiro) |
| Trainer:      |  |                                           |
| Mário Zagallo |  |                                           |

| Opstelling:   |  |                                   |  |     |
|               |  |                                   |  |     |
|               |  | José Henrique (Benfica)           |  |     |
|               |  | Artur Correia (Benfica)           |  |     |
|               |  | Humberto Coelho (Benfica)         |  |     |
|               |  | Messias Timula (Benfica)          |  |     |
|               |  | Adolfo Calisto (Benfica)          |  |     |
|               |  | António "Toni" Oliveira (Benfica) |  |     |
|               |  | Jaime Graça (Benfica)             |  |     |
|               |  | Fernando Peres (Sporting CP)      |  |     |
|               |  | Rui Jordão (Benfica)              |  | 77' |
|               |  | Eusébio (Benfica)                 |  |     |
|               |  | Joaquim Dinis (Sporting CP)       |  |     |
| Vervangingen: |  |                                   |  |     |
|               |  | Artur Jorge (Benfica)             |  | 77' |
| Trainer:      |  |                                   |  |     |
| José Augusto  |  |                                   |  |     |

## Topschutters
| Speler              | Speler              | Goals |
| ------------------- | ------------------- | ----- |
|                     | Dušan Bajević       | 13    |
| Vlag van Portugal   | Joaquim Dinis       | 5     |
| Vlag van Argentinië | Rodolfo Fischer     | 5     |
| Vlag van Chili      | Carlos Caszely      | 4     |
| Vlag van Argentinië | Oscar Más           | 4     |
| Vlag van Argentinië | Carlos Bianchi      | 4     |
| Vlag van Portugal   | Eusébio             | 4     |
|                     | Dragan Džajić       | 4     |
| Vlag van Paraguay   | Cristóbal Maldonado | 4     |